# Homertshausen (Bad Berleburg)
Homertshausen ist ein untergegangenes Dorf der heutigen Stadt Bad Berleburg im Kreis Siegen-Wittgenstein in Nordrhein-Westfalen.

## Lage
Der Ort lag auf dem Gebiet der ehemaligen selbständigen Gemeinde Arfeld.

## Geschichte
Das Dorf war ursprünglich Diedenshäuser Besitz. Ebenfalls wie bei den Ortschaften Borhausen und Bubenhausen tauchen im Zusammenhang mit Homertshausen wieder die Ritter von Diedenshausen auf. Im Jahr 1395 verkauft Gerlach von Diedenshausen seinen kompletten Anteil am Dorf an Brosken von Viermünden. Bis 1418 gehörte Homertshausen zum Kirchspiel Arfeld. Auch ist hatzfelder Besitz urkundlich bezeugt. 1551 wird ein Teil des hatzfeldichen Besitzes an die Grafen von Wittgenstein veräußert.

## Frühere Namen
- 1395 Hummershußen
- 1406 Niederhummershausen
- 1551 Hommershausen
- 1558 Hommertzhausen
- 1598 Hommertshausen